# Моратти, Анджело
Анджело Моратти (итал. Angelo Moratti; 5 ноября 1909, Сомма-Ломбардо, Ломбардия — 12 августа 1981, Виареджо, Тоскана) — итальянский предприниматель и спортивный менеджер, основатель «Saras», а также пятнадцатый президент футбольного клуба «Интернационале», более известного как «Интер».

## Биография
Анджело Моратти стал президентом «Интера» в мае 1955 года, заменив своего предшественника Карло Массерони, и руководил им до мая 1968 года, когда и покинул пост президента, оставив его Ivanoe Fraizzoli. Это был период "Великого Интера", который тренировал Эленио Эррера. В это же время на должность вице-президента команды был назначен молодой адвокат Джузеппе Приско. Под президентством Моратти был построен спортивный центр Appiano Gentile, позже известный на протяжении многих лет как Pinetina.
В 1951 году он был одним из сторонников соглашения между «черно-голубыми» и главной хоккейной команды Милана, Миланским хоккейным клубом (l'Hockey Club Milano), новое название которого стало «HC Milano Inter». Моратти стал его вице-президентом вместе с тем же Fraizzoli.

## Интернационале
За время руководства Моратти футбольный клуб «Интер» выигрывал:
- Чемпионат Италии (3): 1962/63, 1964/65, 1965/66
- Кубок европейских чемпионов УЕФА (2): 1964, 1965
- Межконтинентальный кубок (2): 1964, 1965
- Итого: 7 трофеев